# Beans Buntbarsch
Beans Buntbarsch (Mayaheros beani) ist ein Süßwasserfisch aus der Familie der Buntbarsche, der in Nordmexiko in Flüssen vorkommt, die in den Pazifik münden. Das Verbreitungsgebiet umfasst die Bundesstaaten Nayarit und Sinaloa. Zusammen mit dem Perlcichliden (Herichthys cyanoguttatus) ist Beans Buntbarsch damit die am weitesten nördlich vorkommende Art der Neuwelt-Buntbarsche. Sie wurde nach dem US-amerikanischen  Ichthyologen Tarleton Hoffman Bean benannt.

## Merkmale
Beans Buntbarsch kann eine Länge von bis zu 30 cm erreichen. Der Körper ist hoch und seitlich abgeflacht, der Kopf zum endständigen Maul hin spitz zulaufend. Die Fische sind silbrig-grün gefärbt und werden in ihrer Heimat „Mojarra verde“ (grüner Buntbarsch) genannt. Die relativ großen Schuppen haben dunkle Ränder, so dass sie ein feines Netzmuster bilden. Dunkle Flecken auf den hinteren Kiemendeckeln ähneln diesem Schuppenmuster. Auf den Körperseiten zeigen die Tiere sieben senkrechte dunkle Binden, die sich je nach Stimmung auch zu einzelnen Flecken auflösen können. Die Augen sind rot. Männchen werden größer, besitzen größere Flossen. Weibchen sind eher grau und der metallische Schimmer beschränkt sich in den meisten Fällen auf die Rückenflosse. Die Querbinden sind deutlicher ausgeprägt.
Während der Fortpflanzungszeit sind beide Geschlechter schwarz-weiß gestreift, die sieben Querbinden sind deutlich ausgeprägt, ein großer dunkler Fleck findet sich an der Brustflosse, ein länglicher auf der Schwanzwurzel. Die Iris ist dann schwarz.

## Lebensweise
Beans Buntbarsch lebt in den Unterläufen von Flüssen, die in den Pazifik münden. Die ausgewachsenen Buntbarsche ernähren sich piscivor (von Fischen). Sie sind Substratlaicher. Die Brutpflege wird zunächst vor allem vom Weibchen durchgeführt. Nach sieben bis neun Tagen, wenn die Jungfische geschlüpft sind, beteiligt sich auch das Männchen stärker daran.

## Systematik
Beans Buntbarsch wurde 1889 durch den US-amerikanischen Ichthyologen David Starr Jordan als Heros beani beschrieben. Später wurde die Art unter anderem den Gattungen Nandopsis und Parapetenia (Synonym von Nandopsis) und zuletzt Cichlasoma zugeordnet. Im April 2016 führte ein Team tschechischer Ichthyologen für Beans Buntbarsch und seine Verwandten die Gattung Mayaheros ein.